# Морозовск
Моро́зовск — город (с 1941) в России, административный центр Морозовского района Ростовской области. Образует Морозовское городское поселение.
Железнодорожная станция Морозовская.

## История
Основан в 1910 году как станица Таубевская Второго Донского округа Области Войска Донского. Станица была названа в честь наказного войскового атамана, немца по происхождению, барона Фёдора Фёдоровича Таубе. Основанию станицы Таубевской предшествовало строительство (с 1898 года по 1900 год) железнодорожной ветки «Лихая — Царицын». Самой крупной на этом участке стала станция Морозовская (названная по ближайшему хутору Морозовскому). Кроме паровозного депо и других железнодорожных служб рядом вырос железнодорожный посёлок. Вплотную к нему приблизились разросшиеся хутора Басов и Любимов.
В 1902 году мясоторговец по фамилии Разлука построил механизированный охотобойный пункт — сегодняшний мясокомбинат. А приехавший из станицы Цимлянской предприниматель Попов открыл на берегу реки Быстрая чугунно-литейную мастерскую по ремонту лобогреек и плугов (сегодня это завод Морозовсксельмаш).
Заселение вновь образованной станицы началось весной 1911 года. Уже к концу 1911 года в станице насчитывалось 300 новых дворов.
Когда началась Первая мировая война, в России стали искоренять немецкие наименования. Станичники собрались на сход и вынесли своё решение: 

Приговор № 116, 1915 года июня 29, Второго Донского округа станичный сбор Таубевской в составе: председателя сбора станичного атамана урядника Гнутова и явившихся на этот сбор из числа 86 казаков — должностных лиц станичного и хуторского управлений. Не касаясь личности покойного атамана Ф. Ф. Таубе, немало послужившего Отечеству вообще и Донскому обществу в частности, сбор осознает одно, что самое название Таубевская, как слово немецкое, чуждое казакам, особенно с открывшимися военными действиями с ненавистными нам немцами (война 1914 г.), стало невыносимым, и по отношению к нам бранным, так как казаки соседних станиц в насмешку называют нас «фонами», посему сбор приговорил: ходатайствовать о переименовании нашей станицы, присвоив ей русское название.— Историческая справка об образовании города Морозовска
24 апреля (по старому стилю) 1917 года приказом войскового атамана Области войска Донского переименована в станицу Морозовскую.
Во время гражданской войны весь ревком станицы перешёл на сторону белых, а двадцатилетний коммунист Григорий Игнатьевич Мышанский в одиночку перестрелял всех лоялистов[уточнить] и ушёл к красным.
После революции станица Морозовская стала центром Морозовского района. Морозовский округ был образован в начале в июне 1924 года. Центром Морозовского округа стала станица Морозовская. В июне 1925 года Морозовский округ был упразднён, а территория присоединена к Шахтинскому округу Северо-Кавказского края.
27 ноября 1938 года станица была отнесена к категории рабочих посёлков. 29 мая 1941 года — рабочий посёлок Морозовский был преобразован в город районного подчинения с наименованием Морозовск.

### Морозовск в годы Великой Отечественной войны
Осенью 1941 года в Морозовске, вместе с женой, преподавал А.И.Солженицын. После полутора месяцев учительства он был мобилизован и зачислен в нестроевую часть, 74-й отдельный гужтранспортный батальон. 
Морозовск был оккупирован германскими войсками 15 июля 1942 года. До января 1943 в городе дислоцировалась Абвергруппа-104 — разведывательное подразделение Абвера, работавшее в интересах 6-й армии против Юго-Западного, Сталинградского и Донского фронтов.
Потерпев поражение в районе Котельниково, 4-я германская танковая армия отходила на рубеж Морозовск — Зимовники, намереваясь на нём остановить наступление советских войск Южного фронта
5 января 1943 года освобождён от германских войск советскими войсками Юго-Западного фронта в ходе наступления на ворошиловградском направлении:
- 3-й гвардейской армии в составе: 14-го ск (генерал-майор Грязнов, Афанасий Сергеевич) в составе: 50-й гв. сд (генерал-майор Белов, Александр Иванович), 159-й сд (полковник Анашкин, Михаил Борисович).
- 5-й танковой армии в составе: части войск 346-й сд (генерал-майор Станкевский, Дмитрий Иванович).
- 8-го кавкорпуса (генерал-майор Борисов, Михаил Дмитриевич) в составе: 55-й кавдивизии (полковник Чаленко, Иван Терентьевич), 112-й кавдивизии (генерал-майор Шаймуратов, Минигали Мингазович).
- 17-й воздушной армии в составе: 282-й иад (подполковник Рязанов, Андрей Матвеевич), части войск 288-й иад (подполковник Коновалов, Сергей Филиппович) 1-го смешанного авиакорпуса (генерал-майор авиации Шевченко, Владимир Илларионович)[9].

Войскам, участвовавшим в освобождении Морозовска, Миллерово и других городов, приказом Верховного Главнокомандующего И. В. Сталина от 25 января 1943 года объявлена благодарность.

## Физико-географическая характеристика
Морозовск расположен на северо-востоке Ростовской области, в пределах Доно-Донецкой равнины, в верховьях реки Быстрой. Средняя высота над уровнем моря — 73 м. Бо́льшая часть города расположена на левом берегу реки. В районе города распространены чернозёмы южные и каштановые почвы.
По автомобильной дороге расстояние до города Ростова-на-Дону составляет 250 км, до ближайшего города Цимлянска — 88 км. В 3 км юго-западнее города Морозовска находится военный аэродром Морозовск.
| С-З | Миллерово ~ 170 км                                | Калач ~ 340 км                       | Михайловка ~ 290 км                   | С-В |
| З   | Белая Калитва ~ 90 км Каменск-Шахтинский ~ 140 км | Роза ветров                          | Суровикино ~ 94 км Волгоград ~ 230 км | В   |
| Ю-З | Шахты ~ 190 км Ростов-на-Дону ~ 250 км            | Цимлянск ~ 88 км Волгодонск ~ 110 км | Котельниково ~ 210 км Элиста ~ 340 км | Ю-В |

Климат
Согласно классификации климатов Кёппена — Гейгера климат Морозовска влажный континентальный с жарким летом и умеренно холодной зимой (индекс Dfa). Согласно классификации климатов Алисова для Морозовска характерен умеренно континентальный климат.
| Показатель                    | Янв. | Фев. | Март | Апр. | Май  | Июнь | Июль | Авг. | Сен. | Окт. | Нояб. | Дек. | Год  |
| ----------------------------- | ---- | ---- | ---- | ---- | ---- | ---- | ---- | ---- | ---- | ---- | ----- | ---- | ---- |
| Средний суточный максимум, °C | −3,3 | −2,7 | 2,7  | 14,2 | 22,0 | 26,3 | 28,7 | 27,5 | 21,5 | 13,0 | 4,9   | −0,1 | 12,9 |
| Средняя температура, °C       | −6,3 | −6   | −0,7 | 9,4  | 16,6 | 20,8 | 23,1 | 22,0 | 16,3 | 8,9  | 2,1   | −2,7 | 8,6  |
| Средний суточный минимум, °C  | −9,3 | −9,2 | −4,1 | 4,7  | 11,3 | 15,3 | 17,5 | 16,6 | 11,1 | 4,8  | −0,7  | −5,3 | 4,4  |
| Норма осадков, мм             | 37   | 29   | 29   | 34   | 40   | 46   | 43   | 36   | 33   | 29   | 41    | 49   | 446  |
| Источник: Климат: Морозовск   |      |      |      |      |      |      |      |      |      |      |       |      |      |

## Население
Динамика численности населения
| 1920 |
| ---- |
| 9705 |

| 1939    | 1959    | 1967    | 1970    | 1979    | 1989    | 1992    | 1996    | 1998    |
| ------- | ------- | ------- | ------- | ------- | ------- | ------- | ------- | ------- |
| 21 700  | ↗26 952 | ↗27 000 | ↗27 024 | ↗27 159 | ↘27 004 | ↘26 900 | ↗29 300 | →29 300 |
| 2000    | 2001    | 2002    | 2003    | 2005    | 2006    | 2007    | 2008    | 2009    |
| ↘28 900 | ↘28 700 | ↗29 222 | ↘29 200 | ↘28 800 | ↘28 700 | ↘28 500 | →28 500 | ↘28 248 |
| 2010    | 2011    | 2012    | 2013    | 2014    | 2015    | 2016    | 2017    | 2018    |
| ↘27 642 | ↘27 600 | ↘27 372 | ↘27 007 | ↘26 664 | ↘26 290 | ↘25 830 | ↘25 467 | ↘25 198 |
| 2019    | 2020    | 2021    |         |         |         |         |         |         |
| ↘24 822 | ↘24 575 | ↘24 258 |         |         |         |         |         |         |

На 1 января 2025 года по численности населения город находился на 583-м месте из 1124 городов Российской Федерации.

## Экономика
Основной объём отгружаемой продукции товаров, работ и услуг промышленного характера в районе осуществляется предприятиями промышленности, сельского хозяйства, строительства и жилищно-коммунального комплекса.
На долю крупных и средних предприятий промышленности приходится 98,0 % объёмов отгружаемой в районе промышленной продукции. Наибольший объём промышленной продукции отгружают Морозовский филиал ОАО «Астон» — 83,8 % и Морозовский филиал АО «Клевер» — 11,5 %.
На территории города Морозовска действуют предприятия:
- Морозовский филиал АО «Клевер» (бывший завод «Морозовсксельмаш»)
- Морозовский филиал ОАО «Астон»
- ООО «Морозовское молоко» (молочный завод)
- Сервисное локомотивное депо «Морозовское» филиала «Северо-Кавказский» ООО «ТМХ-Сервис»
- МУП Редакция газеты «Морозовский вестник».

## Социальная инфраструктура

### Образование
Университетский казачий кадетский корпус-интернат (филиал) ФГБОУ ВО «Московский государственный университет технологий и управления имени К. Г. Разумовского (Первый казачий университет)» в г. Морозовске Ростовской области

###### Среднее профессиональное образование
- Морозовский агропромышленный техникум (до 20 августа 2014 г. Профессиональное училище 88)

###### Среднее общее образование[33]
- МБОУ Лицей № 1
- МБОУ Гимназия № 5
- МБОУ Средняя общеобразовательная школа № 1
- МБОУ Средняя общеобразовательная школа № 3
- МБОУ Средняя общеобразовательная школа № 4
- МБОУ Средняя общеобразовательная школа № 6

###### Дошкольное образование[33]
- детский сад № 1 «Ромашка»
- детский сад № 2 «Солнышко»
- детский сад № 3 «Светлячок»
- детский сад № 8 «Родничок»
- детский сад № 37 «Колобок»
- детский сад «Сказка»

###### Дополнительное образование[33]
- Дом детского творчества
- Детско-юношеская спортивная школа
- Детская школа искусств

Здравоохранение
Медицинское обслуживание жителей города Морозовска и населенных пунктов Морозовского района осуществляют:
- МБУЗ «Центральная районная больница»[34] в структуру которой входит: стационар на 275 коек, в том числе 222 круглосуточных и 53 койки дневного стационара. Амбулаторно-поликлиническая сеть представлена поликлиническим отделением для взрослых на 400 посещений в смену, поликлиническим отделением для детей на 100 посещений в смену, стоматологической поликлиникой на 150 посещений в смену.
- Морозовский филиал государственного бюджетного учреждения Ростовской области «Противотуберкулезный клинический диспансер».

## Транспорт

### Автомобильный
Рядом с городом проходит федеральная автодорога М21. Так же город является узловым, через него проходят региональные автодороги: Морозовск — Сальск, Морозовск — Кашары. Множество проходящих автобусных маршрутов в Махачкалу, Воронеж, Астрахань, Волгоград, Миллерово, Ростов, Луганск, Донецк, Волгодонск, Элисту.
В городе находится остановочный пункт «Морозовский» ПАО Донавтовокзал, который является транзитным пунктом на федеральной автомобильной дороге М21 «Волгоград — Каменск — Шахтинский». Транзитное месторасположение позволяет добраться в города Волгоград, Волгодонск, Ростов-на-Дону.
Городской общественный транспорт Морозовска представлен четырьмя автобусными маршрутами (№ 1 (Правый) «Гортопсбыт — Ветстанция», № 3 (Правый) «Кемпинг — Кирпичный завод», № 4 (Левый) «Кемпинг — Кирпичный завод», № 6 «Узел связи — Западная»).

### Железнодорожный
Узловая железнодорожная станция Морозовская Северо-Кавказской железной дороги на: Лихую, Волгоград, Куберле (участок Морозовская-Южная — Черкасская расконсервирован в январе 2017 года).
Кроме станции Морозовская, на территории города расположены крупные предприятия железнодорожного транспорта: сервисное локомотивное депо Морозовская и вагонное ремонтное депо Морозовская.

## Военные объекты
- Юго-западнее города Морозовска находится военный аэродром «Морозовск».

## Культура и спорт
- МБУК «Районный Дом культуры Морозовского района»;
- МБУК Морозовского района «Межпоселенческая центральная библиотека» имени А. С. Пушкина;
- МБУК «Морозовский краеведческий музей»;
- Многофункциональный спортивный зал с плавательным бассейном
- Городской парк

## Религия
В городе действует 2 православных (Русская православная церковь) общины:
- храм Рождества Пресвятой Богородицы (Морозовск, улица Советская, 58).

- храм Покрова́ Пресвятой Богородицы (Морозовск, улица Пастухова, 80)[35].

## Памятники и памятные знаки

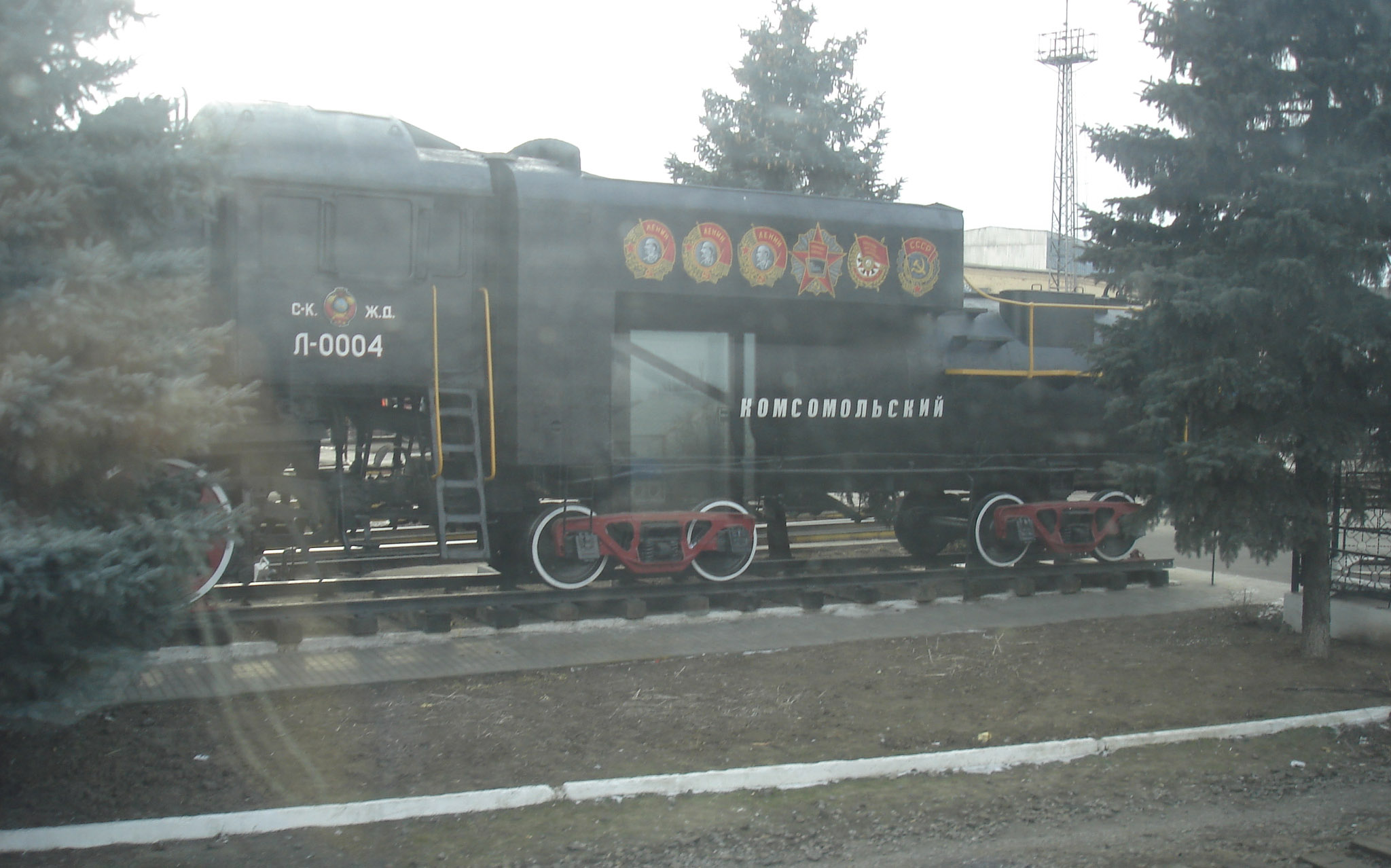
Памятник паровозу Л-0004 на станции

- Мемориальный комплекс в честь погибших в Гражданской, Второй мировой войнах, а также локальных конфликтах.
- Рядом с железнодорожной станции можно увидеть памятник Паровозу.
- Мемориальный крест-камень в память о геноциде армян в Западной Армении в 1894—1923 годах и славным русским воинам, казакам, отдавшим свои жизни за освобождение Армении[36].
- Стела Китайцам-коммунистам, помогавшим большевикам в становлении советской власти в Морозовске.
- Памятник, напоминающий о геноциде фашистскими войсками местных жителей и расстреле в один день сразу несколько деревень Морозовского района.
- Памятный знак труженикам тыла.
- Памятник в честь сорокалетия победы советского народа над немецко-фашистским захватчиком — самолёт Миг-21.
- Памятник воинам горячих точек[37].

## Почётное звание
25 апреля 2020 года Морозовск был удостоен почётного звания «Город воинской доблести Ростовской области».